# Jimmy Cowan (football)
Pour les articles homonymes, voir Cowan.
James Clews Cowan, couramment appelé Jimmy Cowan, est un footballeur international écossais, né le 16 juin 1926, à Paisley (Renfrewshire) en Écosse et mort le 20 juin 1968 à Greenock. Il joue au poste de gardien de but et réalise une grande partie de sa carrière au sein du club de Greenock Morton. Il fait partie du Scottish Football Hall of Fame, depuis 2007, lors de la quatrième session d'intronisation.

## Biographie

### Carrière internationale
Jimmy Cowan reçoit 25 sélections en faveur de l'équipe d'Écosse (la première en avril 1948 contre la Belgique).

## Palmarès
- Greenock Morton :
  - Finaliste de la Coupe d'Écosse en 1948